# Mimoni
Mimoni jsou americký 3D počítačově animovaný film z roku 2015, prequel k filmům Já, padouch (2010),  Já, padouch 2 (2013), Já, padouch 3 (2017) a Já, padouch 4 (2024), přičemž film má také vlastní spin-off Mimoni 2: Padouch přichází. Film vyprodukovala společnost Illumination Entertainment pro Universal Studios. Film měl premiéru v Londýně 11. června 2015 a vydělal přes 1,1 miliardy $ po celém světě. V době vydání se film stal 10. nejvýnosnějším filmem všech dob a druhým nejvýnosnějším animovaným filmem. Film je také pátým nejlépe vydělávajícím filmem roku 2015.

## Děj
Mimoni jsou panáčci zabarveni do žluté barvy, kteří existovali od počátku věků. Vyvinuli se ze žlutých jednobuněčných organismů a jejich poslání je sloužit největším zločincům historie. Najít si pána bylo jednoduché, ale udržet si ho, zvládali hůře. Sloužili například tyrannosaurovi , kterého dovedli do sopky, knížeti Drákulovi, kterého zabili slunečním světlem nebo například Napoleonu Bonaparte, na kterého vystřelili dělem. Bohužel již dlouho nikomu nesloužili, a tak spadli do hluboké deprese. Zároveň se nacházeli v zemi věčného sněhu a ledu. Pro spásu Mimoňů se tři hrdinové Kevin, Stuart a Bob vydávají na cestu nalézt velkého padoucha. V roce 1968, se dostanou do New Yorku, kde stráví noc v obchodním domě, a náhodou objeví skryté vysílání propagující festival pro všechny zločince a padouchy v Orlandu. Jedou stopem s rodinou Nelsonů, kteří míří na stejné místo jako oni. Dostávají se na festival a potkávají Scarlet Odkráglovou. Scarlet je vezme s sebou do Anglie, mezitím se ostatní mimoni chystají za nimi. Scarlet jim dá úkol, ukrást britské korunovační klenoty. Slíbí, že pokud úkol splní tak je odmění, v opačném případě jim vyhrožuje smrtí. Její manžel Herb, každému dá vynález, který jim pomůže v úkolu. Při vloupání do Toweru jsou téměř chyceni, ale dostanou se k Meči v kamenu, který Bob v rámci sebeobrany vytáhne a stane se králem. Scarlet je rozzuřená, že jí mimoni vzali její sen, a postaví se mimoňům. Bob se vzdává trůnu v její prospěch, Scarlet je i tak uvězní v žaláři, kde je Herb mučí. Mimoňové uniknu s úmyslem omluvit se Scarlet. Poté, co se vydali do Westminsterského opatství, Stuart a Bob přerušují korunovaci nechtěným upuštěním lustru na Scarlet. Ta je chytí a nařídí jejich popravu. Desítky zločinců je hledají, Kevin jde do hospody, kde sedí královna. V televizi vidí Scarlet, která slibuje, že zabije Stuarta a Boba, pokud se Kevin neobjeví do úsvitu. Když ho zločinci stále hledají, vplíží se Kevin do Scarletina domu, aby ukradl zbraně, ale omylem spustí stroj a vyroste z něj gigantický mimoň. Kevin chodí Londýnem, zachraňuje své přátele a bojuje se Scarlet. Mezitím do Londýna přijedou ostatní mimoni. Scarlet se je snaží zneškodnit vypálením střely, avšak Kevin ji polkne. Scarlet a Herb se pokoušejí uniknout se svými raketovými šaty, ale Kevin vzplane. Raketa nakonec exploduje a zdánlivě zabije Kevina, Scarlet i Herba. Mimoni truchlí nad ztrátou svého vůdce, ale Kevin přežije a vrátí se do své normální velikosti. Mladý Gru prchá s korunou na raketovém motocyklu, mimoni běží za ním a rozhodnou se, že Gru je padouch, kterého hledali. 
Navazující filmy jsou Mimoni 2: Padouch přichází, Já Padouch, Já padouch 2 a Já padouch 3.

## Postavy

### Kevin
Kevin je ambiciózní a (do jisté míry) chytrý. Vybral si dva mimoně, kteří mu pomohou najít padoucha, kterému by sloužili. Nechybí mu hrdost. Ve filmu se stane obřím mimoněm.

### Stuart
Stuart je první, koho si Kevin vybral na cestu. Velice rád hraje na kytaru. Je zvláštní tím, že jako jediný z mimoní trojky má jenom jedno oko, které se nachází uprostřed. Je často hladový.

### Bob
Nejmenší a nejroztomilejší mimoník, který se lehce ztratí. Vždy má při sobě svého plyšového medvídka Tima. Dá se říct, že se jedná o mimoní dítě. Ve filmu se stane králem Anglie.

### Scarlet Overkill
Mimoní trojka zjistila informace o Scarlet Odkráglové na srazu padouchů, a tak pro ni pracovali. Jejich mise byla ukrást britské korunovační klenoty, aby se Scarlet mohla stát anglickou královnou. Stala se z ní nejlepší padouška, je originální tím, že i jako špičkový padouch je žena. V originálním znění ji nadabovala Sandra Bullock.

## Obsazení
Seznam původních dabérů animovaných postaviček.
| Pierre Coffin     | Kevin, Stuart, Bob a ostatní Mimoni |
| Sandra Bullock    | Scarlet Overkill                    |
| Jon Hamm          | Herb Overkill                       |
| Michael Keaton    | Walter Nelson                       |
| Allison Janney    | Madge Nelson                        |
| Steve Coogan      | Professor Flux                      |
| Geoffrey Rush     | vypravěč                            |
| Jennifer Saunders | Alžběta II.                         |
| Hiroyuki Sanada   | Dumo the Sumo                       |
| Steve Carell      | mladý Gru                           |
| Michael Beattie   | Walter Nelson Jr.                   |
| Katy Mixon        | Tina Nelson                         |

### České znění
| Zdeněk Štěpán    | Kevin, Stuart, Bob a ostatní Mimoni |
| Ivana Chýlková   | Scarlett Odkráglová                 |
| Jan Vondráček    | Herb Odkrágl                        |
| Vlastimil Zavřel | Walter Nelson                       |
| Jana Zenáhlíková | Madge Nelsonová                     |
| Jiří Klem        | vypravěč                            |
| Radka Stupková   | Alžběta II.                         |
| Jiří Lábus       | mladý Gru                           |
| Jiří Krejčí      | Walter Nelson Jr.                   |
| Eliška Nezvalová | Tina Nelsonová                      |